# Chevilly, Loiret
Chevilly är en kommun i departementet Loiret i regionen Centre-Val de Loire strax norr Frankrikes mitt. Kommunen ligger i kantonen Artenay som tillhör arrondissementet Orléans. År 2022 hade Chevilly 2 653 invånare.

## Befolkningsutveckling
Antalet invånare i kommunen Chevilly
| Referens: INSEE |